# 加利亚诺·罗西尼
加利亚诺·罗西尼（義大利語：Galliano Rossini，1927年5月17日—1987年11月13日），意大利男子射击运动员。他曾代表意大利参加1952年、1956年、1960年、1964年和1968年夏季奥林匹克运动会射击比赛，共获得一枚金牌和一枚银牌。